# Лапидус, Наум Абрамович
Наум Абрамович Лапидус (бел. Навум Абрамавіч Лапідус; 1908—1976) — советский и белорусский спортсмен и тренер по тяжёлой атлетике; Заслуженный мастер спорта СССР (1936), Заслуженный тренер Белорусской ССР (1965), судья всесоюзной (1950) и международной (1968) категорий.

## Биография
Родился в 1908 году в местечке Лапичи Игуменского уезда Минской губернии Российской империи (ныне — Осиповичский район, Могилёвская область, Белоруссия) в еврейской семье ремесленника.
В 1915 году вся семья, спасаясь от надвигающегося фронта Первой мировой войны, переехала в Минск. В 1924 году Наум окончил школу ФЗО и работал на заводе. Увлёкся гиревым спортом и быстро добился хороших результатов, затем занялся штангой. В 1926—1951 годах участвовал во всесоюзных соревнованиях. В 1932—1936 годах четырежды становился чемпионом СССР по штанге в легчайшем весе. В 1928—1947 годах семь раз был призером всесоюзных первенств. Выступал за команду «Динамо» (Минск).
Во время службы в Красной армии, в 1931—1933 годах, Лапидус находился в Ростове-на-Дону. Продолжал занятия спортом и представлял на соревнованиях команду Северо-Кавказского военного округа. До войны установил 25 рекордов СССР, из них 18 по упражнениям классического троеборья.
В годы Великой Отечественной войны Наум Лапидус находился на фронте. После войны, в 1951 году, окончил факультет физического воспитания Минского педагогического института имени А. М. Горького (ныне Белорусский государственный педагогический университет). Работал тренером по тяжелой атлетике в Минской школе олимпийского резерва. За четверть века работы подготовил десятки мастеров спорта, чемпионов Белоруссии, СССР и Европы, рекордсменов страны. Среди его учеников — чемпионы и призеры первенств СССР Эдуард Дергачев и Анатолий Ковалевский.
Умер Н. А. Лапидус в Минске в июне 1976 года.

## Награды
- Был награждён орденами Отечественной войны 1-й степени, Трудового Красного Знамени и «Знак Почета», а также медалями.
- Международная федерация тяжёлой атлетики удостоила его памятной Золотой медали.[5]